# Limax veronensis
Limax veronensis is een slakkensoort uit de familie van de Limacidae. De wetenschappelijke naam van de soort is voor het eerst geldig gepubliceerd in 1882 door Lessona & Pollonera.